# Quick Lane Bowl 2021
Match précédent Match suivant
Le Quick Lane Bowl 2021 est un match de football américain de niveau universitaire joué après la saison régulière de 2021, le 27 décembre 2021 au Ford Field situé à Détroit dans l'État du Michigan aux États-Unis.
Il s'agit de la 7e édition du Quick Lane Bowl.
Le match met en présence l'équipe des Broncos de Western Michigan issue de la Mid-American Conference et l'équipe des Wolf Pack du Nevada issue de la Mountain West Conference.
Il débute à 11 heures locales (17h00 en France) et est retransmis à la télévision par ESPN.
Sponsorisé par la société Ford Motor Company au travers de sa marque de magasins d'accessoires automobile Quick Lane, le match est officiellement dénommé le 2021 Quick Lane Bowl.
Western Michigan gagne le match sur le score de 52 à 24.

## Présentation du match
Il s'agit de la première rencontre entre les deux équipes
| Équipes                                                                     | Conférences | Entraîneurs                 | Stats. saison rég. | Classements avant le bowl | Classements avant le bowl | Classements avant le bowl |
| --------------------------------------------------------------------------- | ----------- | --------------------------- | ------------------ | ------------------------- | ------------------------- | ------------------------- |
| Équipes                                                                     | Conférences | Entraîneurs                 | Stats. saison rég. | CFP                       | AP                        | Coaches                   |
| Broncos de Western Michigan                                                 | MAC         | Tim Lester (en) (5e saison) | 7 - 5              | NC                        | NC                        | NC                        |
| Wolf Pack du Nevada                                                         | MWC         | Vai Taua (en) Intérim       | 8 - 4              | NC                        | NC                        | NC                        |
| - Équipe donnée favorite par les bookmakers : Western Michigan par 7 points |             |                             |                    |                           |                           |                           |

### Broncos de Western Michigan
Avec un bilan global en saison régulière de 7 victoires et 5 défaites (4-4 en matchs de conférence), Western Michigan est éligible et accepte l'invitation pour participer au Quick Lane Bowl de 2021.
Ils terminent derniers de la Division Ouest de la Mid-American Conference.
À l'issue de la saison 2021, ils n'apparaissent pas dans les classements CFP, AP et Coaches.
Il s'agit de leur première apparition au Quick Lane Bowl.
| Logo     | Postes      | Joueurs                                           | Statistiques                                                      |
| -------- | ----------- | ------------------------------------------------- | ----------------------------------------------------------------- |
|          | Quarterback | Kaleb Eleby                                       | 222/348 passes réussies pour 3 115 yards, 21 TDs, 5 interceptions |
| Coureur  | Sean Tyler  | 164 courses pour 1 004 yards nets gagnés et 9 TDs |                                                                   |
| Receveur | Skyy Moore  | 91 réceptions pour 1 256 yards et 10 TDs          |                                                                   |

### Wolf Pack du Nevada
Avec un bilan global en saison régulière de 8 victoires et 4 défaites (5-3 en matchs de conférence), Nevada est éligible et accepte l'invitation pour participer au Quick Lane Bowl de 2021.
Ils terminent 3e de la Division Ouest de la Mountain West Conference derrière no 24 San Diego State et Fresno State.
À l'issue de la saison 2021, ils n'apparaissent pas dans les classements CFP, AP et Coaches.
Il s'agit de leur première apparition au Quick Lane Bowl.
| Logo     | Postes      | Joueurs                                         | Statistiques                                                      |
| -------- | ----------- | ----------------------------------------------- | ----------------------------------------------------------------- |
|          | Quarterback | Carson Strong                                   | 367/524 passes réussies pour 4 186 yards, 36 TDs, 8 interceptions |
| Coureur  | Toa Taua    | 139 courses pour 704 yards nets gagnés et 5 TDs |                                                                   |
| Receveur | Romro Doubs | 80 réceptions pour 1 109 yards et 11 TDs        |                                                                   |